# Claude Monod
Pour les articles homonymes, voir Monod.
Claude Monod, né le 16 janvier 1917 et mort le 2 avril 1945, est un chirurgien et résistant français.

## Biographie
Claude Monod est le fils de Robert Monod, chirurgien thoracique et résistant qui a joué un rôle dans la libération de Paris. Claude Monod, jeune chirurgien interne à l'hôpital Saint-Antoine à Paris, est l'auteur avec Bernard Duhamel (le fils ainé du médecin-écrivain Georges Duhamel) d'un manuel de Schémas d'anatomie encore utilisé aujourd'hui.
Il a dirigé le maquis FFI (Forces françaises de l'intérieur) de la région Bourgogne-Franche Comté, dite la « région D », de mai à septembre 1944 avec lequel il a participé à de nombreuses opérations de sabotage. Colonel dans la 1re armée régulière, il est tué le 2 avril 1945 à Graben (Allemagne), dans les premiers jours de la campagne d'Allemagne, à l'âge de 28 ans.
Son nom est apposé sur une plaque à l'entrée de l'hôpital Saint-Antoine.
Une plaque Commémorative se trouve sur la façade de  la mairie d'Aignay le Duc.

## Décoration
- Médaille de la Résistance française avec rosette